# Зубове
Зу́бове — село в Україні, у Близнюківській селищній громаді Лозівського району Харківської області. Населення становить 33 осіб. До 2020 орган місцевого самоврядування — Софіївська сільська рада.

## Географія
Село Зубове знаходиться на правому березі річки Велика Тернівка, на протилежному березі село Роздолівка і вимерле село Виселок. Примикає до села Софіївка Перша. За 9 км знаходиться місто Лозова.

## Історія
- 1861 — дата заснування.
- Після скасування кріпосного права у 1861 р. селянин Сергій Никифорович Зубов із родиною придбали польову землю, на якій звели хутір: збудували будинок, придбали коней, птицю, а згодом — потрібний сільськогосподарський реманент, посадили сад, а річку, що протікала біля обійстя — вичистили. У невеличкій копанці розвели рибу, займалися бджолярством.
- Невдовзі біля оселі Зубових почали заселятися інші вільні селяни. Незабаром виріс невеличкий хутір. Звичайно, й назву він отримав від першого жителя хутора — Зубова.
- 12 червня 2020 року, відповідно до Розпорядження Кабінету Міністрів України № 725-р «Про визначення адміністративних центрів та затвердження територій територіальних громад Харківської області», увійшло до складу Близнюківської селищної громади.[1]
- 19 липня 2020 року, в результаті адміністративно-територіальної реформи та ліквідації Близнюківського району, увійшло до складу Лозівського району Харківської області.[2]

## Екологія
Поруч проходить кілька нафтопроводів [джерело?].